# Уракава (Хоккайдо)

42°10′7″ пн. ш. 142°46′6″ сх. д. / 42.16861° пн. ш. 142.76833° сх. д.
Урака́ва (яп. 浦河町, うらかわちょう, МФА: [uɾakawa t͡ɕoː]) — містечко в Японії, в повіті Уракава округу Хідака префектури Хоккайдо. Станом на 1 жовтня 2008 року площа містечка становила 694,24 км². Станом на 31 березня 2017 населення містечка становило 12 679 осіб.